# Charis aphanis
Charis aphanis är en fjärilsart som beskrevs av Hans Ferdinand Emil Julius Stichel 1910. Charis aphanis ingår i släktet Charis och familjen Riodinidae. Inga underarter finns listade i Catalogue of Life.